# Stiepan Gradobojew
Stiepan Gradobojew (ros. Степан Градобоев, ur. 13 maja 1985) – rosyjski skoczek narciarski. Dwukrotny uczestnik mistrzostw świata juniorów (2001 i 2003), brał też udział w zimowym olimpijskim festiwalu młodzieży Europy (2001). Medalista mistrzostw kraju.

## Kariera
W oficjalnych zawodach międzynarodowych organizowanych przez FIS zadebiutował 20 stycznia 2001 w Brotterode, odpadając w kwalifikacjach Pucharu Kontynentalnego. W cyklu tym wystąpił w sumie czterokrotnie – dzień później na tym samym obiekcie oraz 28 stycznia 2001 w Lauschy także nie przebrnął kwalifikacji, a 27 stycznia w Lauschy, w swoim jedynym występie w konkursie głównym, zajął 61. pozycję.
W lutym 2001 w Karpaczu wystąpił w mistrzostwach świata juniorów, zajmując z rosyjskim zespołem (w jego składzie znaleźli się również Piotr Czaadajew, Piotr Dienisowski i Aleksiej Siłajew) 14. miejsce.
W marcu 2001 w Vuokatti wystartował w zimowym olimpijskim festiwalu młodzieży Europy. Indywidualnie uplasował się na 34. pozycji, a w konkursie drużynowym, wraz z rosyjską kadrą (oprócz Gradobojewa znaleźli się w niej też Dienis Czikin i Piotr Dienisowski) zajął 10. miejsce.
6 lutego 2003 w miejscowości Sollefteå wziął udział w konkursie drużynowym mistrzostw świata juniorów, w którym Rosjanie zajęli 13. miejsce (w zespole tym skakali też Aleksandr Czalcew, Roman Afinogenow i Dmitrij Pusienkow). Start ten był jednocześnie ostatnim występem Gradobojewa w oficjalnych zawodach międzynarodowych rozgrywanych pod egidą FIS.
W marcu 2003 w Niżnym Tagile, wraz z pierwszą drużyną Kraju Permskiego (w zespole tym skakali również Piotr Dienisowski, Roman Afinogenow i Siergiej Iwanow), zdobył brązowy medal mistrzostw Rosji w konkursie drużynowym.
Absolwent szkół sportowych (DIUSSZ, a następnie SZWSM) w Łyświe. Posiadacz tytułu rosyjskiego Mistrza Sportu.

## Mistrzostwa świata juniorów

### Drużynowo
| 2001 Karpacz   | – | 14. miejsce |
| 2003 Sollefteå | – | 13. miejsce |

## Zimowy olimpijski festiwal młodzieży Europy

### Indywidualnie
| 2001 Vuokatti | – | 34. miejsce |

### Drużynowo
| 2001 Vuokatti | – | 10. miejsce |

## Puchar Kontynentalny

### Miejsca w poszczególnych konkursachPucharu Kontynentalnego
| Źródło                                                                        | Źródło  | Źródło  | Źródło     | Źródło   | Źródło   | Źródło     | Źródło       | Źródło    | Źródło        | Źródło  | Źródło  | Źródło  | Źródło     | Źródło     | Źródło  | Źródło  | Źródło | Źródło    | Źródło | Źródło | Źródło           | Źródło  | Źródło        | Źródło        | Źródło    | Źródło   | Źródło   | Źródło   | Źródło   | Źródło    | Źródło    | Źródło    | Źródło    | Źródło | Źródło | Źródło | Źródło       | Źródło       | Źródło | Źródło | Źródło | Źródło | Źródło | Źródło | Źródło | Źródło | Źródło | Źródło | Źródło | Źródło | Źródło | Źródło | Źródło | Źródło | Źródło | Źródło | Źródło | Źródło | Źródło |
| ----------------------------------------------------------------------------- | ------- | ------- | ---------- | -------- | -------- | ---------- | ------------ | --------- | ------------- | ------- | ------- | ------- | ---------- | ---------- | ------- | ------- | ------ | --------- | ------ | ------ | ---------------- | ------- | ------------- | ------------- | --------- | -------- | -------- | -------- | -------- | --------- | --------- | --------- | --------- | ------ | ------ | ------ | ------------ | ------------ | ------ | ------ | ------ | ------ | ------ | ------ | ------ | ------ | ------ | ------ | ------ | ------ | ------ | ------ | ------ | ------ | ------ | ------ | ------ | ------ | ------ |
| Sezon 2000/2001                                                               |         |         |            |          |          |            |              |           |               |         |         |         |            |            |         |         |        |           |        |        |                  |         |               |               |           |          |          |          |          |           |           |           |           |        |        |        |              |              |        |        |        |        |        |        |        |        |        |        |        |        |        |        |        |        |        |        |        |        |        |
| Velenje                                                                       | Velenje | Villach | Oberstdorf | Rælingen | Rælingen | Winterberg | Sankt Moritz | Innsbruck | Bischofshofen | Sapporo | Sapporo | Sapporo | Brotterode | Brotterode | Lauscha | Lauscha | Ramsau | Schönwald | Westby | Westby | Titisee-Neustadt | Planica | Iron Mountain | Iron Mountain | Ishpeming | Chamonix | Chamonix | Zakopane | Zakopane | Vikersund | Vikersund | Harrachov | Harrachov | Våler  | Zaō    | Zaō    | Örnsköldsvik | Örnsköldsvik | Hede   | punkty |        |        |        |        |        |        |        |        |        |        |        |        |        |        |        |        |        |        |        |
| -                                                                             | -       | -       | -          | -        | -        | -          | -            | -         | -             | -       | -       | -       | q          | q          | 61      | q       | -      | -         | -      | -      | -                | -       | -             | -             | -         | -        | -        | -        | -        | -         | -         | -         | -         | -      | -      | -      | -            | -            | -      | 0      |        |        |        |        |        |        |        |        |        |        |        |        |        |        |        |        |        |        |        |
| Legenda                                                                       |         |         |            |          |          |            |              |           |               |         |         |         |            |            |         |         |        |           |        |        |                  |         |               |               |           |          |          |          |          |           |           |           |           |        |        |        |              |              |        |        |        |        |        |        |        |        |        |        |        |        |        |        |        |        |        |        |        |        |        |
| 1 2 3 4-10 11-30 poniżej 30 dq – dyskwalifikacja - – zawodnik nie wystartował |         |         |            |          |          |            |              |           |               |         |         |         |            |            |         |         |        |           |        |        |                  |         |               |               |           |          |          |          |          |           |           |           |           |        |        |        |              |              |        |        |        |        |        |        |        |        |        |        |        |        |        |        |        |        |        |        |        |        |        |